# جوني وايلدر جونيور
جوني وايلدر جونيور (بالإنجليزية: Johnnie Wilder Jr.)‏ هو مغني وموسيقي أمريكي، ولد في 3 يوليو 1949 في دايتون في الولايات المتحدة، وتوفي بنفس المكان في 17 مايو 2006.

## وصلات خارجية
- جوني وايلدر جونيور على موقع ميوزك برينز (الإنجليزية)
- جوني وايلدر جونيور على موقع ديسكوغز (الإنجليزية)